# Chunghwa Telecom
Chunghwa Telecom (kinesisk: 中華電信; pinyin: Zhōnghuá Diànxìn) (NYSE: CHT, TWSE: 2412 ) er Taiwans største telekommunikationsvirksomhed. Koncernen har hovedsæde i Zhongzheng i Taipei.
Virksomheden har omkring 28.722 ansatte og en omsætning på omkring 7,17 mia. US $.

## Historie
Chunghwa Telecom blev officielt etableret 1. juli 1996 som en del af regeringens privatiseringsplaner. Før dette fungerede den som en forretningsenhed under et generaldirektorat for telekommunikation i mere end 100 år. Virksomheden har været børsnoteret på Taiwan Stock Exchange under nummeret “2412” siden oktober 200 og siden juli 2003 har den også været børsnoteret på New York Stock Exchange under symbolet “CHT”. I august 2005 blev Chunghwa Telecom en privat virksomhed eftersom Taiwan styrets ejerandel var reduceret til under 50 %.

## Services
Chunghwa Telecom er den største udbyder af telekommunikation i Taiwan. Målt på omsætning og antal kunder er Chunghwa Taiwans største udbyder af fastnettelefoni, mobiltelefoni, bredbånds adgang og internet service.